# 火車情人
《火車情人》（英語：Memory），2016年臺灣八點檔偶像劇。由李天柱、張書豪、孟耿如、安唯綾、潘慧如、張翰領銜主演。 於2015年5月14日開鏡，10月10日殺青。本劇以台灣最有歷史、情感、記憶的「火車」作為題材，費時一年進行前置田野調查，五個月拍攝，全劇耗資近億元，高畫質HD製作，採陸空多方位機組作業，每集序場更運用好萊塢動畫技術，另外還重金打造台鐵真實比例的車班，更邀請雲門舞者編排舞蹈，渲染劇中孟耿如閃舞劇情，用國際規格渲染最在地、溫暖的台灣人文情感。華視於2016年6月20日八點檔時段播出，7月29日播出感動最終回，全劇共30集。

## 播出時間

### 首播
| 頻道     | 所在地 | 播映日期      | 播出時間                       |
| -------- | ------ | ------------- | ------------------------------ |
| 華視主頻 | 臺灣   | 2016年6月20日 | 每週一至週五 20:00-21:00-22:00 |

### 重播
| 頻道     | 地區 | 播映日期      | 播出時間               | 備註                                       |
| -------- | ---- | ------------- | ---------------------- | ------------------------------------------ |
| 華視主頻 | 臺灣 | 2016年6月21日 | 週一至週五 00:00-02:00 | 7月4日起，改為00:00-01:00、02:00-03:00播出 |
| 華視主頻 | 臺灣 | 2016年6月21日 | 週一至週五 20:00-21:00 |                                            |
| 華視主頻 | 臺灣 | 2016年6月22日 | 週一至週五 10:00-12:00 |                                            |

## 劇情簡介
本劇是台灣近幾十年來，唯一一部以「火車」為題材，將全台走透透，拍攝特色車站。本劇藉由列車長生涯帶領觀眾見證、回憶火車上的故事，圍繞在菜鳥熱血實習列車長、即將退休的老列車長，以及擁有俠女性格的老列車長的女兒，將碰撞出一連串親情、友情、愛情情節，有歡笑、也有淚水。本劇以高規格（4K）、高畫質（HD）製作。

## 演員列表

### 主要演員
| 演員   | 角色   | 介紹                                                                                       | 登場集數            |
| 李天柱 | 趙承剛 | 64歲，台鐵模範資深列車長，為裴恩典的師父。趙千卉、趙光啟的父親，徐舒嫺的公公，第20集退休。 | 1-11,14-18,20       |
| 張書豪 | 裴恩典 | 26歲，台鐵實習列車長，為趙承剛的徒弟。                                                     | 全劇                |
| 孟耿如 | 趙千卉 | 25歲，趙承剛的女兒、趙光啟的妹妹，網拍賣家兼業餘舞者。                                     | 全劇                |
| 安唯綾 | 陳柔臻 | 26歲，網路電台主持人，裴恩典的夢中情人。恩典的兒時玩伴。                                   | 6-12,28-30          |
| 張翰   | 趙光啟 | 37歲，趙承剛的兒子、趙千卉的哥哥，金融業的高階主管。                                       | 2-3,5-7,11-30       |
| 潘慧如 | 徐舒嫺 | 36歲，趙承剛的媳婦、趙光啟的太太、趙千卉的大嫂、某集團雜誌總編輯。                         | 2-3,5-7,10-12,14-30 |

### 其他演員
| 演員   | 角色   | 介紹                                                                  | 登場集數                           |
| 姚以緹 | 雷蕾   | 22歲，大陸交換學生，趙千卉的好友、李智勳的學妹，暗戀裴恩典。          | 1-16,18-19,21-25                   |
| 陸一龍 | 雷大笙 | 64歲，退休司機員→小麵館兒老闆、趙承剛的好友、雷蕾的大伯。             | 1-2,4-6,8-11,13-30                 |
| 岳庭   | 賽小喬 | 55歲，鐵路局退休車勤人員。                                            | 3-6,8-12,14,16-23,25,27-30         |
| 何潔柔 | 趙若桐 | 桐桐、7歲（於第21集曾出現年齡），趙光啟及徐舒嫺的女兒，趙承剛的孫女。 | 1-4,7,11,15,18,20-24               |
| 劉國劭 | 高富祥 | 26歲，富二代小開、趙千卉舞團的團員。                                  | 1,5,8-9,12,14-16,18-19,21-22,24-30 |
| 張捷   | 李智勳 | 27歲，獨立製片工作攝影師、雷蕾的學長。                                | 1,3-7,9-15,17-27,29-30             |
| 張捷   | 大為   | 徐舒嫺前男友、程玉蘭的孫子，因一場意外過世。                          | 7                                  |
| 陳淑芳 | 程玉蘭 | 大為的奶奶，居住在花蓮。                                              | 3,7,19,21-23,28-29                 |
| 應采靈 | 張彩鳳 | 60歲，承剛年輕時舊情人。                                              | 4,6,13-16                          |
| 馬俊麟 | 小杜   | 彰化車班主任，承剛的徒弟、恩典的師兄。                                | 6-13,15                            |
| 林嘉微 | 小雪   | 趙千卉舞團的新團員。                                                  | 22-30                              |
| 楊潔玫 | 貴婦   | 來找尋當年丟棄孩子的方貴婦。                                          | 23,25-27                           |
| 邱辰恩 | 小恩典 | 小時候的裴恩典。                                                      | 1,6-7,11-12,29                     |
| 謝欣諭 | 小千卉 | 小時候的趙千卉。                                                      | 4-5,16                             |
| 劉珈瑄 | 小柔臻 | 小時候的陳柔臻。                                                      | 1,6-7,11-12,29                     |
| 徐睿謙 | 小光啟 | 小時候的趙光啟。                                                      | 4-5,16                             |

### 客串演員
| 演員   | 角色   | 介紹                         | 登場集數 |
| 李全忠 | 主任   | 基隆車班主任。               | 1        |
| 柯明玥 | 柔臻媽 | 柔臻的媽媽。                 | 9-11,28  |
|        | 怡君   | 車勤小姐，正在準備考列車長。 | 13-14    |
| 周鼎勝 | 店員   | 某家店店員。                 | 21       |

## 製作團隊
- 導演：張佳賢、柳廣輝、林敏祥、洪申讚
- 編劇：李蕙、朱莉莉、洪申讚、黃顯庭、鄧潔、林念慈
- 鐵道顧問：吳昭明、陳朝強
- 監製：李敏、李正道
- 製作人：李蕙
- 製作公司：諾耶廣告股份有限公司
- 冠名贊助單位：嘉紛娜西瓜水（自第3集起開始冠名贊助）

## 電視劇歌曲
| 曲別   | 歌名       | 演唱者 | 作詞           | 作曲   | 編曲           |
| 片頭曲 | 幸福列車   | 洪敬堯 | 洪敬堯、米亞若 | 洪敬堯 | 洪敬堯，林樂偉 |
| 片尾曲 | 火車情人夢 | 洪敬堯 | 瑞業           | 洪敬堯 | 洪敬堯，林樂偉 |

## 拍攝場景
基隆市
- 八堵車站、七堵車站

台北市
- 台北車站

新北市
- 板橋區鐵路警察局臺北分局板橋分駐所
- 板橋車站、猴硐車站、三貂嶺車站、嶺腳車站

桃園市
- 龍潭區托斯卡尼接待會館

新竹市
- 新竹車站

苗栗縣
- 苗栗鐵道文物展示館、造橋車站
- 苗栗縣立造橋國民中學

臺中市
- 泰安車站、追分車站

彰化縣
- 彰化車站、二水車站
- 彰化扇形車庫、溪湖糖廠

雲林縣
- 石榴車站、斗六車站

嘉義縣
- 大林車站、南靖車站

宜蘭縣
- 宜蘭車站、冬山車站、頭城車站
- 頂埔車站～礁溪車站之間（空拍）

花蓮縣
- 志學車站、吉安車站、花蓮車站

臺東縣
- 金崙車站、多良車站

## 外部連結
- 官方网站－華視
- 火車情人的Facebook專頁

| 臺灣 華視主頻 每週一至週五 20:00 - 22:00 · 21:00首播，20:00重播上一集 | 臺灣 華視主頻 每週一至週五 20:00 - 22:00 · 21:00首播，20:00重播上一集 | 臺灣 華視主頻 每週一至週五 20:00 - 22:00 · 21:00首播，20:00重播上一集 |
| --------------------------------------------------------------------- | --------------------------------------------------------------------- | --------------------------------------------------------------------- |
|                                                                       | 火車情人 （2016年6月20日－2016年7月29日）                             |                                                                       |
| 芈月传 （2016年4月4日－2016年6月17日）                                | 海海人生 （2016年8月1日－2016年9月20日）                              |                                                                       |